# Ringvägen (Stockholm)
Ringvägen (en français : Rocade) est une rue du quartier de Södermalm à Stockholm en Suède.

## Situation
Avec ses trois kilomètres de longueur, Ringvägen est la plus longue rue de Södermalm.
Elle a été nommée lors de la révision des noms de 1885.
La rocade s'étend en demi-cercle de Skinnarviksparken via Skanstull jusqu'à Vita Bergen. 
Dans le plan original de la ville des années 1880, élaboré par Albert Lindhagen, l'un des urbanistes les plus célèbres de l'époque, il était proposé que la Ringvägen s'étende de Söder Mälarstrand à travers Vita Bergen jusqu'à Stadsgården et Danvikstull, mais ce ne fut pas le cas. 
La connexion à Söder Mälarstrand avait nécessité d'importantes coupes de roche similaires à la connexion de Torkel Knutssonsgatan à Söder Mälarstrand. À l'est, une Ringvägen étendue aurait divisé Vitabergsparken en deux parties. Aujourd'hui, Ringvägen se termine à l'ouest à quelques pâtés de maisons au nord de Hornsgatan, à Yttersta Tvärgränd, et à l'est, elle s'arrête à Malmgårdsvägen.

## Bâtiments de la rue
| Image | N°      | Nom                     | Const.    | Architecte                          | Réf. |
| ----- | ------- | ----------------------- | --------- | ----------------------------------- | ---- |
|       | 16–22   | Zinkensdamms IP         | 1937      | Paul Hedqvist                       |      |
|       | 15-43   | Kvarteret Svärdet       | 1987-1990 |                                     |      |
|       | 23      | Mariaskolan             | 1893      | Frans Albert Andersson              |      |
|       | 52      | Södersjukhuset          | 1937-1944 | Hjalmar Cederström Hermann Imhäuser |      |
|       | 58-66   | Eriksdalsskolan         | 1937-1938 | Helge Zimdal Nils Ahrbom            |      |
|       | 65–67   | Guldbröllopshemmet      | 1913      | Hjalmar Cederström                  |      |
|       | 68-70   | Eriksdalshallen         | 1937      |                                     |      |
|       | 69      | Hôpital de Rosenlund    | 1884-1887 | Axel Kumlien Hjalmar Kumlien        |      |
|       | 99–109  | Blomsterfonden          |           |                                     |      |
|       | 98      | Clarion Hotel Stockholm | 2001-2003 | White                               |      |
|       | 100     | Immeuble de bureaux     |           |                                     |      |
|       | 102     | Åhléns Söder            | 1915      | Victor Fagerström                   |      |
|       | 111–115 | Ringens köpcentrum      | 1979-1981 | Höjer & Ljungqvist                  |      |